# Dorymyrmex hypocritus
Dorymyrmex hypocritus är en myrart som först beskrevs av Roy R. Snelling 1975.  Dorymyrmex hypocritus ingår i släktet Dorymyrmex och familjen myror. Inga underarter finns listade i Catalogue of Life.